# 南知多インターチェンジ
南知多インターチェンジ（みなみちたインターチェンジ）は、愛知県知多郡美浜町にある南知多道路のインターチェンジ。

## 道路
- 南知多道路

## 歴史
2車線時代は県道をはさんだ北側に名古屋方面の入口があり、その先に本線料金所を併設していた。また豊丘方面で下り本線と上り出口とが平面交差していた。4車線化工事の際にランプウェイがトランペット型に改修され、本線料金所も廃止されている。

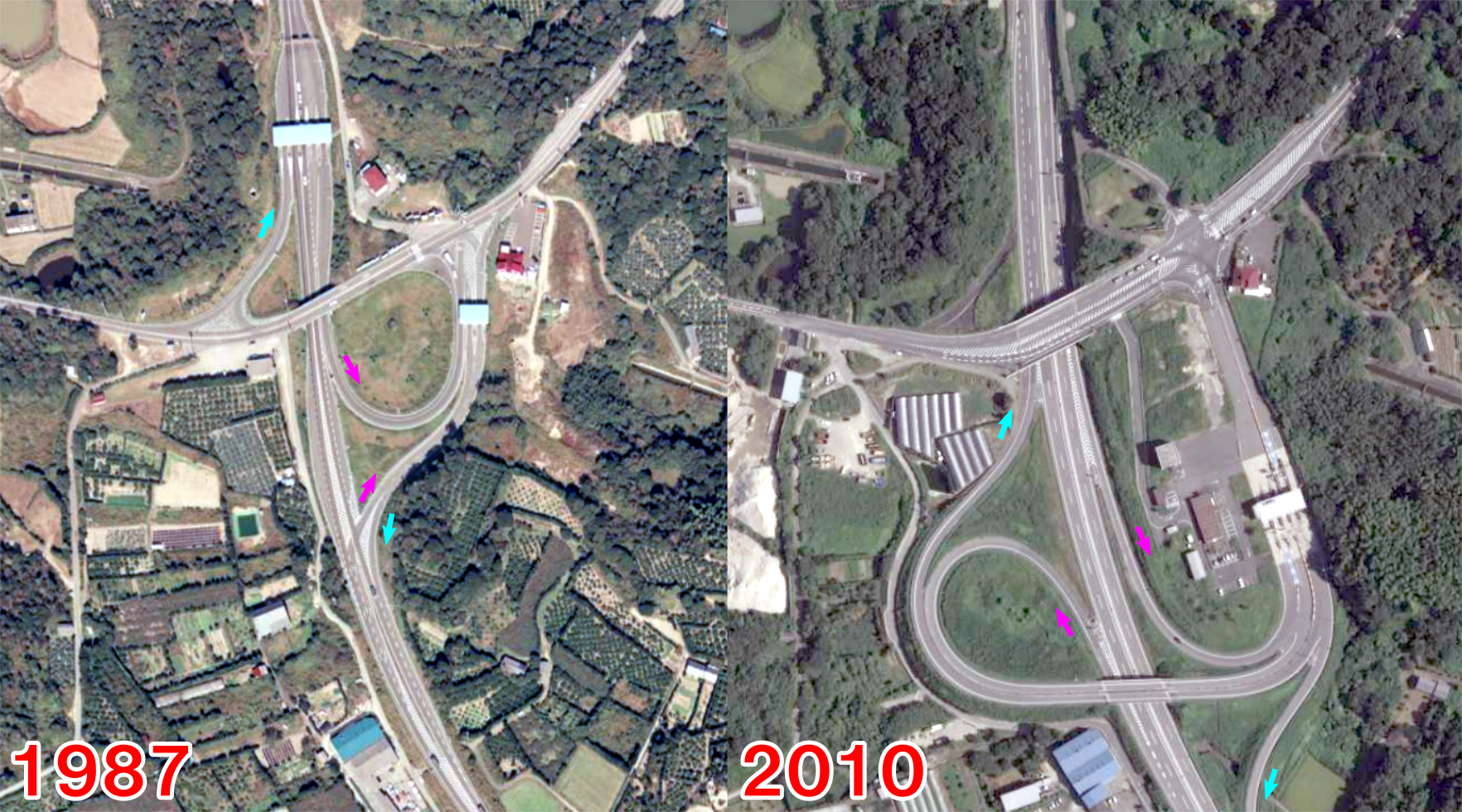
南知多ICの変遷（1987年、2010年）。ランプウェイ変更により平面交差が解消された。 帰属：国土交通省「国土画像情報（カラー空中写真）」配布元：国土地理院地図・空中写真閲覧サービス

## 接続する道路
- 愛知県道52号半田南知多線

## 料金所

### 入口
- レーン数：2
  - ETC専用：1
  - 一般：1

### 出口
- レーン数：3
  - ETC専用：1
  - 一般：2

## 周辺
- 愛知県立内海高等学校

## 隣
南知多道路
美浜IC - 南知多IC - 豊丘TB - 古布IC